# Upadłe niebo
Upadłe niebo (także W imieniu prawa) – amerykański kryminał z 2006 roku w reżyserii Terry’ego Greena. Film oparty na faktach.

## Fabuła
Alabama, rok 1931. Dwie kobiety oskarżają dziewięciu czarnoskórych włóczęgów o gwałt. Wszyscy zostają oskarżeni, a ława przysięgłych – składająca się z samych białych, którzy nie kryją swojego rasizmu – skazuje nich na śmierć na krześle elektrycznym. Wyrok wywołuje zszokowanie opinii publicznej. Sprawa zostaje skierowana do Sądu Najwyższego, a obrony czarnoskórych podejmuje się Samuel Leibowitz. Odkrywa uchybienia i nadużycia w tej sprawie.

## Obsada
- Timothy Hutton – Samuel Leibowitz
- David Strathairn – sędzia James Horton
- Leelee Sobieski – Victoria Price
- Anthony Mackie – William Lee
- Bill Sage – Thomas Knight Jr.
- Azura Skye – Ruby Bates
- James Tolkan – Thomas Knight, Sr.
- Bill Smitrovich – George Chamlee
- Maury Chaykin – Lyle Harris
- Joseph Lyle Taylor – Joseph Brodsky
- B.J. Britt – Haywood Patterson
- Lew Temple – Wade Wright
- Francie Swift – Belle Leibowitz
- Ian Nelson – Lester Carter
- Will Owens – E.L. Lewis
- Artel Great – Willie Roberson
- Ty Jones – William Patterson
- Afemo Omilami – Leonard George
- Tom Groenwald – Harry Wolkoff
- John Campion – H.G. Bailey
- Stephanie Sawyer – Elizabeth
- Henry V. Brown Jr. – Earl Higgins
- David Briggs – Calvin Bennet
- A.B. Blass Jr. – James Benson
- Bennett Wayne Dean Sr. – Dr Bridges
- George Mills – Ora Dobbins
- Robert Champion – Bailiff
- Elijah Kelley – Leroy Wright
- Robert W. Evans – Orville Gilley
- Wilbur Brooks – sędzia A.E. Hawkins